# Shearogovea mexasca
Genre
Espèce
Synonymes
- Neogovea mexasca Shear, 1977

Shearogovea mexasca, unique représentant du genre Shearogovea, est une espèce d'opilions cyphophthalmes à l'appartenance familiale incertaine.

## Distribution
Cette espèce est endémique d'Oaxaca au Mexique. Elle se rencontre à Acatlán de Pérez Figueroa dans les grottes Cueva del Nacimiento del Río San Antonio et Cueva de la Finca.

## Description
La femelle paratype mesure 2,10 mm.

## Systématique et taxinomie
Cette espèce a été décrite sous le protonyme Neogovea mexasca par Shear en 1977. Elle est placée dans le genre Shearogovea par Giribet en 2011.

## Étymologie
Ce genre a été nommé en l'honneur de William A. Shear.

## Publications originales
- Shear, 1977 : « The opilionid genus Neogovea Hinton, with a description of the first troglobitic cyphophthalmid from the western hemisphere (Opiliones, Cyphophthalmi). » The Journal of Arachnology, vol. 3, no 3, p. 165-175 (texte intégral).
- Giribet, 2011 : « Shearogovea, a New Genus of Cyphophthalmi (Arachnida, Opiliones) of Uncertain Position from Oaxacan Caves, Mexico. » Breviora, no 528, p. 1-7 (texte intégral).